# Greci
Greci es una comuna ubicada en el distrito de Tulcea, Rumania.

## Superficie
Posee una superficie de 85,50 kilómetros cuadrados.

## Demografía
Hasta 2021 la población era de 4692 habitantes, con una densidad de población de 54,88 habitantes por kilómetro cuadrado.